# アジ化リチウム

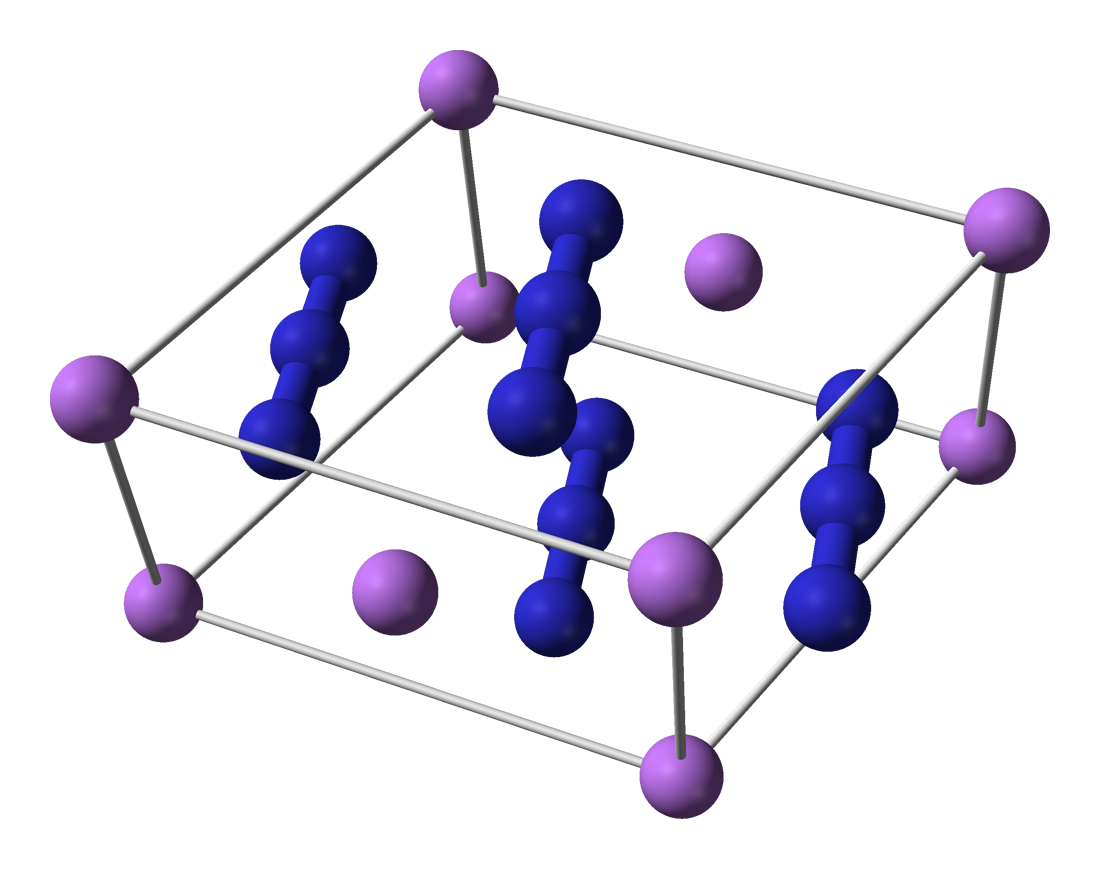
アジ化リチウムの単位格子

アジ化リチウム(lithium azide)は、組成式がLiN3の無機化合物である。毒性のある不安定な物質で、熱するとリチウムと窒素に分解する。

## 合成
アジ化ナトリウムと硝酸リチウムとの複分解により得られる。
{\displaystyle {\ce {NaN3\ + LiNO3 -> LiN3\ + NaNO3}}}
アジ化ナトリウムと硫酸リチウムとの反応でも得られる。
{\displaystyle {\ce {2NaN3\ + Li2SO4 -> 2 LiN3\ + Na2SO4}}}